# Љутов
Љутов (слч. Ľutov) насељено је мјесто са административним статусом сеоске општине (слч. obec) у округу Бановце на Бебрави, у Тренчинском крају, Словачка Република.

## Становништво
| Година:    | 1994. | 2004.   | 2014.    | 2024.    |
| ---------- | ----- | ------- | -------- | -------- |
| Број људи: | 138   | 135     | 159      | 176      |
| Разлика:   |       | -2,17 % | +17,77 % | +10,69 % |

| Година:    | 2023. | 2024.   |
| ---------- | ----- | ------- |
| Број људи: | 177   | 176     |
| Разлика:   |       | -0,56 % |

Према подацима о броју становника из 2011. године насеље је имало 142 становника.